# Abu al-Ghazi Bahadur
Abu al-Ghazi Bahadur, född 1603, död 1664, var en turkisk furste och historieskrivare. Bahadur avfattade på tjagataisk dialekt det genealogiskt-historiska verket Schädjärä-i Türk om Djingis khan och hans ätt, vilken fortsattes av hans son och avslutades år 1666. Ett av hans manuskript till verket påträffades av Philip Johan von Strahlenberg under hans fångenskap i Sibirien. Han ombesörjde en rysk översättning och bearbetning som gavs ut 1726 med titeln Historie généalogique des tartars.